# Плакенска планина
Плакенската планина или Плакенска Бигла (на македонска литературна норма: Плакенска Планина) е средновисока планина в югозападната част на Северна Македония, с динарска посока СЗ - ЮИ.. Най-висок връх е Плаке (1999 m), по чието име е наречена и планината. Друг висок връх е Конярник (1919 m).
Намира се между долината на Боишка река и Демир Хисар на изток и котловината Дебърца на запад. На СЗ продължава в Илинска планина, а на ЮИ - в Бигла. На запад течат Голема и Коселска река, а на изток Пространската, Вировската река и Големача, приток на Боищката река. Геоложкият състав е палеозойски кристалести шисти и трияски варовици. Планинските склонове са гористи, а високите дялове – планински пасища.